# Volkskundemuseum in Schönberg
Das Volkskundemuseum in Schönberg ist das Museum für Volkskunde des Schönberger Landes. Das Gebiet entwickelte als Fürstentum Ratzeburg und abgelegene Exklave des Landesteils Mecklenburg-Strelitz eine starke kulturelle Eigenständigkeit. Diese hielt bis zur Wiedervereinigung der beiden Mecklenburgs 1934 an. 
Das Museum hat zwei Standorte; seit 1931 das Heimatmuseum in der Stadt Schönberg (Mecklenburg) bei der Laurentiuskirche und seit 1972 als Freilichtanlage den Bechelsdorfer Schulzenhof. 

## Volkskundemuseum des Ratzeburger Landes

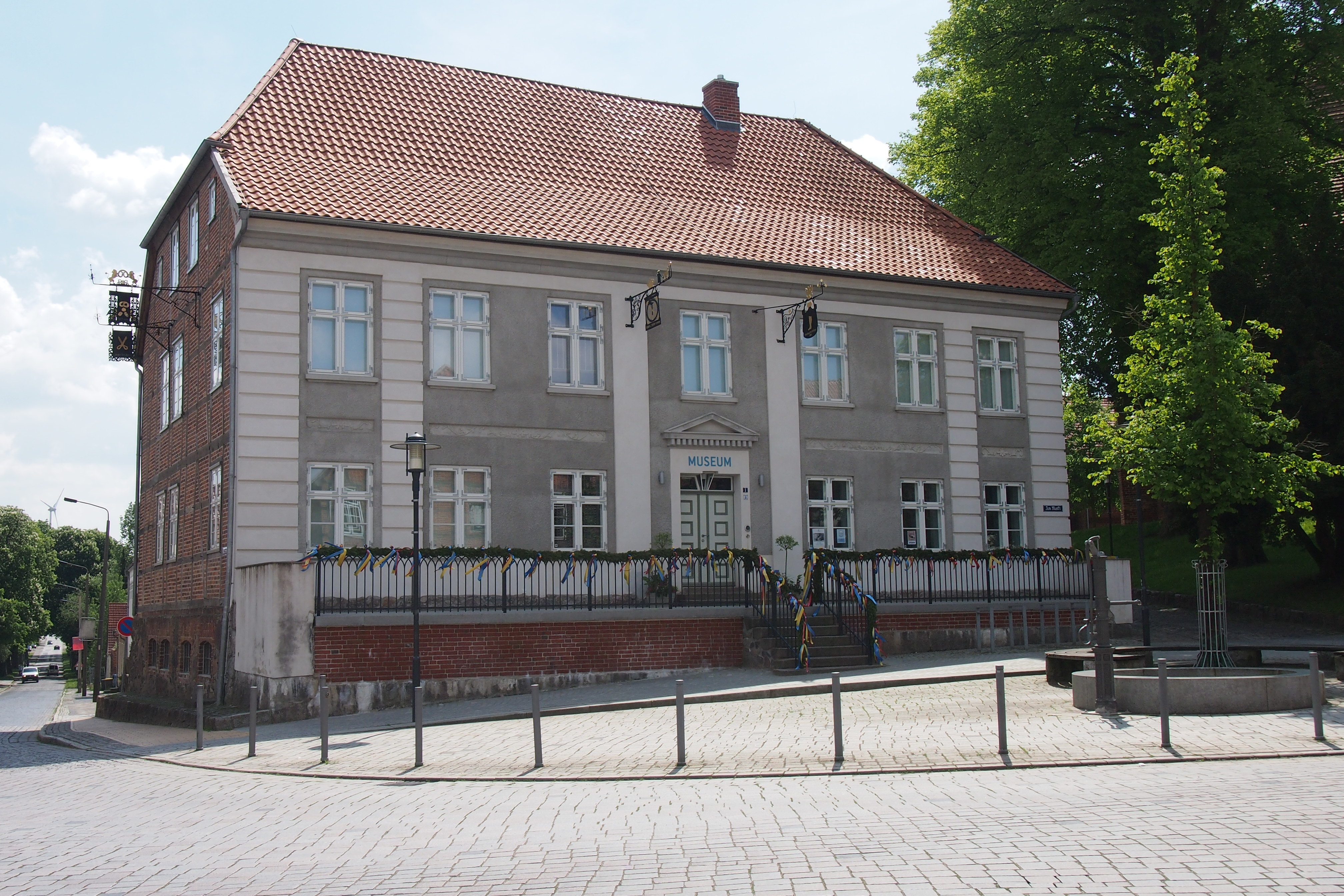
Volkskundemuseum und Besucherzentrum

Das Heimatmuseum entstand als Volkskundemuseum des Ratzeburger Landes aus der 1903 begonnenen Sammlung des Altertumsvereins für das Fürstentum Ratzeburg. Die Entwicklung von Sammlung und Museum ist eng mit der Person des Lehrers Fritz Buddin (1867–1946) verbunden. Das Gebäude An der Kirche 8/9, seit 1747 zunächst Standort der Küsterschule, von 1846 bis 1929 Mädchenschule nahm 1931 als Heimatmuseum die von Buddin zusammen getragene Sammlung auf. Die Wiedervereinigung der beiden Landesteile Mecklenburgs 1934 stützte das regionale Bedürfnis nach einer eigenständigen Dokumentation der kulturellen Identität des ehemaligen Fürstentums Ratzeburg als Teil von Mecklenburg-Strelitz.⊙
Seit 2017 ist das Museum in das sanierte Koch’sche Haus am Markt 1 umgezogen und verfügt über bessere (Barrierefreiheit) Räumlichkeiten. Die Dauerausstellung mit dem Titel „Zwischen Bischofsstuhl und Heimatbewegung“ findet gute bis sehr gute Resonanz.
⊙

## Freilichtanlage Bechelsdorfer Schulzenhof

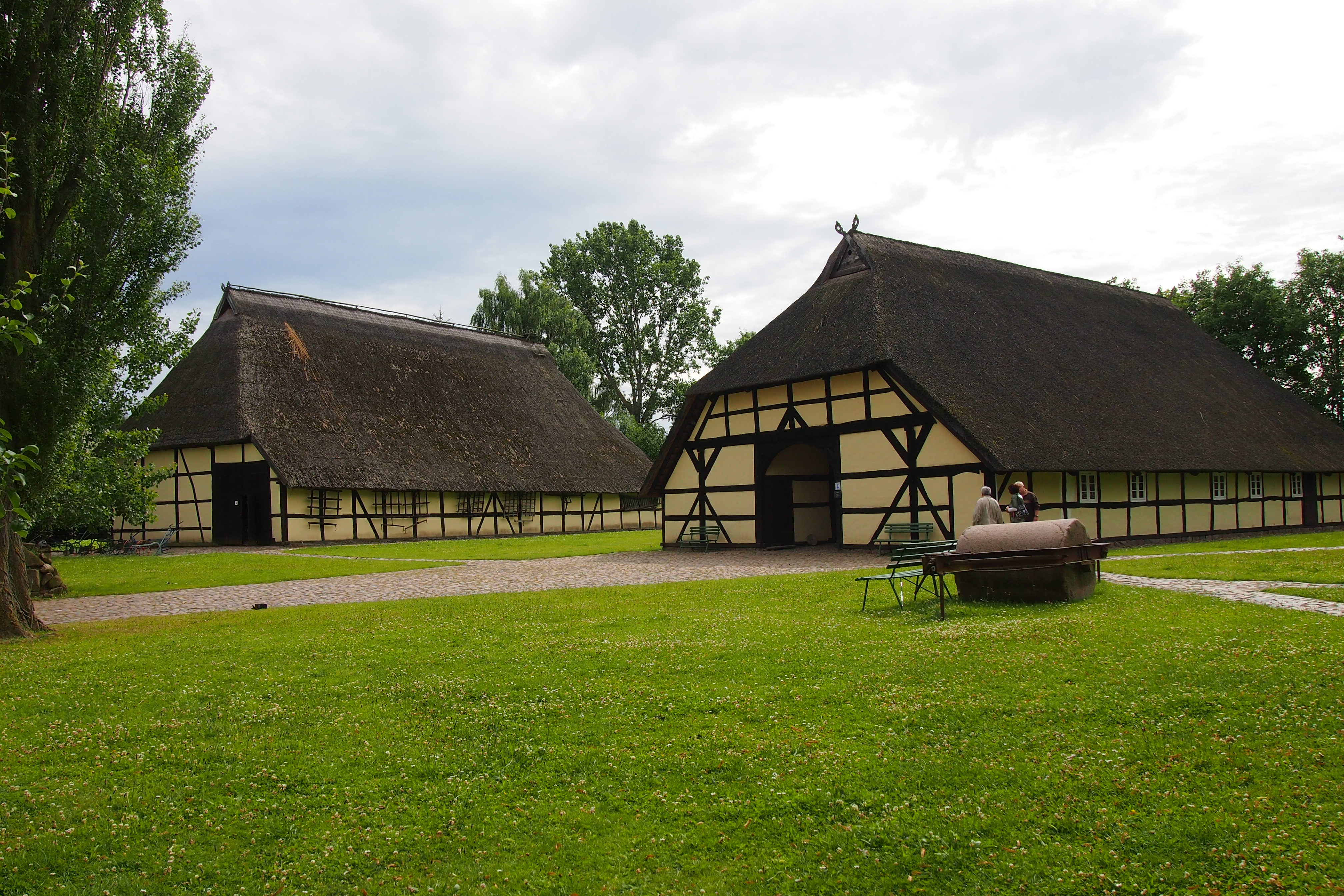
Schulzenhaus des Bechelsdorfer Schulzenhofes

Die Freilichtanlage am Stadtrand von Schönberg entstand 1962 durch Umsetzung und Wiederaufbau des Schulzenhauses von 1525 und der dazugehörigen Scheune. Der ursprüngliche Standort Bechelsdorf ist heute ein Ortsteil von Siemz-Niendorf. Beide Fachwerkbauten sind mit Reet gedeckt. Das Ensemble wurde 2004 durch die Rekonstruktion eines Backhauses ergänzt. Auf dem Gelände werden auch die entsprechenden landwirtschaftlichen Gerätschaften gezeigt.⊙
Beide Einrichtungen werden seit 2004 gemeinsam durch einen privaten Förderverein betrieben, der sie von der Stadt Schönberg übernommen hat. Mitglieder des Fördervereins sind auch mittelständische Unternehmen der Region.